# 山中伸彦
山中伸彦（やまなか のぶひこ）は、日本の経営学者。立教大学経営学部教授。専門は経営学（経営組織論）。岐阜県出身。博士（経営管理学）(立教大学)。

## 学歴
- 1994年3月 高崎経済大学 経済学部 経営学科 卒業[2]
- 1997年3月 立教大学 経済学研究科 経営学専攻 修士課程 修了。経営学（立教大学）
- 2001年3月 立教大学 経済学研究科 経営学専攻 博士課程 後期課程 単位取得満期退学

## 職歴
- 2001年4月 立教大学 経済学部 助手
- 2003年4月 尚美学園大学 総合政策学部 専任講師（現職）
- 2008年4月 立教大学 経営学部 経営学科 准教授
- 2017年4月 ユニヴァーシティオブヨーク 客員研究員（2018年3月まで）
- 2017年4月 立教大学 経営学部 経営学科 教授（現職）
- 2017年4月 立教大学 ビジネスデザイン研究科 ビジネスデザイン専攻博士課程前期課程 教授（現職）
- 2017年4月 立教大学 ビジネスデザイン研究科 ビジネスデザイン専攻博士課程後期課程 教授（現職）

## 所属学会
- 日本経営教育学会
- 組織学会
- 日本労務学会
- 日本経営学会
- 厚生労働省受託研究「企業の高齢化諸施策の実態に関する調査研究会」委員
- 立教大学ビジネスクリエーター創出センター研究員
- 厚生労働省受託研究「エイジフリーに向けた賃金・人事及び職務のあり方に関する調査研究委員会」委員

## 著書
- 『入門現代企業論』（共著・新世社）
- 『はじめて学ぶ経営学』（ミネルヴァ書房）